# بیست و سومین دوره جوایز اسکار

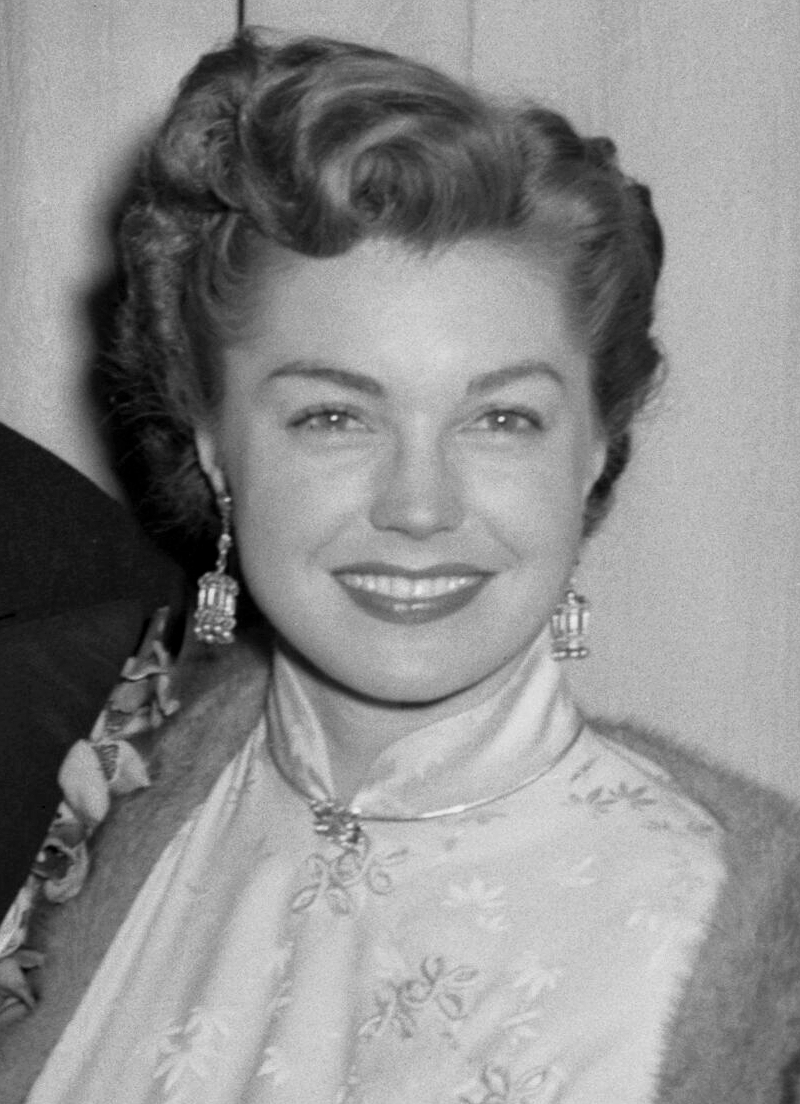
تصویری از استر ویلیامز

بیست و سومین دوره مراسم اعطای جوایز اسکار (انگلیسی: 23th Academy Awards) در روز ۲۹ مارس ۱۹۵۱ در تئاتر پنتیجز, هالیوود، لوس آنجلس برگزار شد. در این مراسم بهترین فیلم‌های سال ۱۹۵۰ جهان به انتخاب آکادمی علوم و هنرهای تصاویر متحرک جایزه گرفتند.
فرد آستر مجری این مراسم بود.

## جوایز
| جایزه اسکار بهترین فیلم | جایزه اسکار بهترین کارگردانی |
| --- | --- |
| - داریل اف. زانوک برای فاکس قرن بیستم - همه‌چیز درباره ایو - اس سیلوان سیمون برای کلمبیا پیکچرز - چشم‌وگوش‌بسته - سام زیمبالیست برای مترو گلدوین مایر - پدر عروس - سام زیمبالیست برای مترو گلدوین مایر - معادن شاه سلیمان - چارلز براکت برای پارامونت پیکچرز - سان‌ست بلوار | - جوزف ال. منکیه‌ویچ – همه‌چیز درباره ایو - جرج کیوکر – چشم‌وگوش‌بسته - جان هیوستون – جنگل آسفالت - کارول رید – مرد سوم - بیلی وایلدر – سان‌ست بلوار |
| جایزه اسکار بهترین بازیگر نقش اول مرد | جایزه اسکار بهترین بازیگر نقش اول زن |
| - خوزه فرر – سیرانو دو برژراک - لوئیس کالهرن – یانکی باشکوه - ویلیام هولدن – سان‌ست بلوار - جیمز استوارت – هاروی - اسپنسر تریسی – پدر عروس | - جودی هالیدی – چشم‌وگوش‌بسته - آن بکستر – همه‌چیز درباره ایو - بت دیویس – همه‌چیز درباره ایو - النور پارکر – در زنجیر - گلوریا سوانسون – سان‌ست بلوار |
| جایزه اسکار بهترین بازیگر نقش مکمل مرد | جایزه اسکار بهترین بازیگر نقش مکمل زن |
| - جرج سندرز – همه‌چیز درباره ایو - جف چاندلر (بازیگر) – پیکان شکسته - ادموند گون – آقای ۸۸۰ - سام جافی (بازیگر) – جنگل آسفالت - اریش فن اشتروهم – سان‌ست بلوار | - جوزفین هال – هاروی - هوپ امرسون – در زنجیر - سلست هولم – همه‌چیز درباره ایو - نانسی اولسون – سان‌ست بلوار - تلما ریتر – همه‌چیز درباره ایو |
| جایزه اسکار بهترین فیلم‌نامه اقتباسی | جایزه اسکار بهترین فیلم‌نامه غیراقتباسی |
| - همه‌چیز درباره ایو – جوزف ال. منکیه‌ویچ - جنگل آسفالت – بن مدو و جان هیوستون - چشم‌وگوش‌بسته – Albert Mannheimer - پیکان شکسته – آلبرت مالتس - پدر عروس – فرنسیس گودریچ و آلبرت هکت | - سان‌ست بلوار – چارلز براکت، بیلی وایلدر و دی. ام. مارشمن جونیور - دنده آدام – روث گوردون و گارسون کنین - در زنجیر – Virginia Kellogg و برنارد سی. شونفلد - مردان – کارل فورمن - No Way Out – جوزف ال. منکیه‌ویچ و لسر ساموئلز                                                                                          |
| Best Story | جایزه اسکار بهترین پویانمایی کوتاه |
| - وحشت در خیابان‌ها – Edna Anhalt و ادوارد آنهالت - برنج تلخ – جوزپه دسانتیس و کارلو لیتزانی - تفنگدار (فیلم ۱۹۵۰) – ویلیام باورز و آندره ده توت - خیابان راز – لئونارد اشپیگل گاس - When Willie Comes Marching Home – Sy Gomberg | - Gerald McBoing-Boing - Jerry's Cousin - Trouble Indemnity |
| Best Documentary Feature | Best Documentary Short |
| - خدایگان: داستان میکل‌آنژ - With These Hands | - Why Korea? - The Fight: Science Against Cancer - The Stairs |
| جایزه اسکار بهترین فیلم کوتاه | جایزه اسکار بهترین فیلم کوتاه |
| - Grandad of Races – Gordon Hollingshead - Blaze Busters – رابرت یانگسون - Wrong Way Butch – پیت اسمیت | - در دره سگ آبی - Grandma Moses - My Country 'Tis of Thee |
| جایزه اسکار بهترین موسیقی فیلم | جایزه اسکار بهترین موسیقی فیلم |
| - سان‌ست بلوار – فرانتس واکسمن - همه‌چیز درباره ایو – آلفرد نیومن - مشعل و کمان – ماکس اشتاینر - آواز غمگین برای من نخوان – جورج دانینگ - سامسون و دلیله – ویکتور یانگ | - آنی تفنگت را می‌گیرد – آدولف دویچ و راجر ایدنس - سیندرلا – اولیور والاس و پل اسمیت (آهنگساز) - I'll Get By – لایونل نیومن - Three Little Words – آندره پروین - The West Point Story – ری هایندورف |
| جایزه اسکار بهترین ترانه | Best Sound Recording |
| - "Mona Lisa" from Captain Carey, U.S.A. – Music and Lyric by ری اونز و جی لیوینگستون - "Be My Love" from The Toast of New Orleans – Music by نیکلاس برودسکی; Lyric by سمی کان - "بی‌بیدی-بابیدی-بو" from سیندرلا – Music and Lyric by Mack David, Al Hoffman و Jerry Livingston - "Mule Train" from Singing Guns – Music and Lyric by Fred Glickman, Hy Heath و Johnny Lange - "Wilhelmina" from بلوار واباش – Music by Josef Myrow; Lyric by ماک گوردن | - همه‌چیز درباره ایو – Thomas T. Moulton, فاکس قرن بیستم - سیندرلا – C. O. Slyfield, والت دیزنی Studio Sound Department - لوئیزا (فیلم) – Leslie I. Carey, یونیورسال استودیوز - Our Very Own – گوردون ای سایر، Samuel Goldwyn Studio Sound Department - Trio – Cyril Crowhurst, استودیوهای فیلم‌سازی پاین‌وود Sound Dept. |
| جایزه اسکار بهترین طراحی صحنه | جایزه اسکار بهترین طراحی صحنه |
| - سان‌ست بلوار – Art Direction: هانس درایر و John Meehan; Set Decoration: Sam Comer و Ray Moyer - همه‌چیز درباره ایو – Art Direction: Lyle Wheeler و George Davis; Set Decoration: Thomas Little و Walter M. Scott - دانوب سرخ – Art Direction: سدریک گیبنز و Hans Peters; Set Decoration: Edwin B. Willis و Hugh Hunt | - سامسون و دلیله – Art Direction: هانس درایر و Walter Tyler; Set Decoration: Sam Comer و Ray Moyer - آنی تفنگت را می‌گیرد – Art Direction: سدریک گیبنز و Paul Groesse; Set Decoration: Edwin B. Willis و Richard A. Pefferle - Destination Moon – Art Direction: Ernst Fegte; Set Decoration: George Sawley             |
| جایزه اسکار بهترین فیلمبرداری | جایزه اسکار بهترین فیلمبرداری |
| - مرد سوم – رابرت کراسکر - همه‌چیز درباره ایو – میلتون آر. کراسنر - جنگل آسفالت – هرولد راسن - الهه‌های انتقام – ویکتور میلنر - سان‌ست بلوار – جان اف. سایتز | - معادن شاه سلیمان (فیلم ۱۹۵۰) – رابرت ال. سرتیس - آنی تفنگت را می‌گیرد – چارلز روشر - پیکان شکسته – ارنست پالمر - مشعل و کمان – ارنست هالر - سامسون و دلیله – جرج بارنز (فیلم‌بردار) |
| جایزه اسکار بهترین طراحی لباس | جایزه اسکار بهترین طراحی لباس |
| - همه‌چیز درباره ایو – ادیت هد و شارل لوماری - چشم‌وگوش‌بسته – ژان لوئی - یانکی باشکوه – والتر پلانکت | - سامسون و دلیله – ادیت هد، دوروتی جیکنس، الوئیس جنسن، گایل استیل و گوئین ویکلینگ - رز سیاه (فیلم) – Michael Whittaker - That Forsyte Woman – والتر پلانکت و Valles |
| جایزه اسکار بهترین تدوین | جایزه اسکار بهترین جلوه‌های تصویری |
| - معادن شاه سلیمان (فیلم ۱۹۵۰) – رالف ای. وینترز و کنراد ای. نرویگ - همه‌چیز درباره ایو – باربارا مک‌لین - آنی تفنگت را می‌گیرد – جیمز ئی. نیوکام - سان‌ست بلوار – آرتور پ. اشمیت و Doane Harrison - مرد سوم – اسوالد هافنریختر | - Destination Moon – George Pal Productions and Eagle Lion Classics - سامسون و دلیله – Cecil B. DeMille Productions and پارامونت پیکچرز |